# Припечани
Припечани (мкд. Припечани) су насеље у Северној Македонији, у источном делу државе. Припечани су село у саставу општине Карбинци.

## Географија
Припечани су смештени у источном делу Северне Македоније. Од најближег града, Штипа, насеље је удаљено 24 km североисточно.
Насеље Припечани се налази у историјској области Јуруклук. Насеље је положено на западним падинама планинског ланца Плачковице, који се уздиже ка истоку. Надморска висина насеља је приближно 860 метара.
Месна клима је умерено континентална.

## Становништво
Припечани су према последњем попису из 2002. године имали 1 становника.
Већинско становништво су етнички Македонци (100%).
Претежна вероисповест месног становништва је православље.